# Pomatoschistus quagga
 Pomatoschistus quagga és una espècie de peix de la família dels gòbids i de l'ordre dels perciformes que es troba al Mediterrani occidental, incloent-hi la mar Adriàtica.
Els mascles poden assolir els 6 cm de longitud total.